# Saint-Pierre-Quiberon
Saint-Pierre-Quiberon (en bretó Sant-Pêr-Kiberen) és un municipi francès, situat a la regió de Bretanya, al departament d'Ar Mor-Bihan. L'any 2006 tenia 2.204 habitants.
El poble va servir com lloc de rodatge del film Retrat d'una dona en flames el 2019.

## Demografia
| 1962                                       | 1968  | 1975  | 1982  | 1990  | 1999  |
| ------------------------------------------ | ----- | ----- | ----- | ----- | ----- |
| 1.924                                      | 2.012 | 1.984 | 2.026 | 2.184 | 2.165 |
| Des de 1962: població sense dobles comptes |       |       |       |       |       |

## Administració
| Període   | Identitat            | Partit |
| --------- | -------------------- | ------ |
| 1971-1977 | Jean-Gwenaël Le Porz |        |
| 1977-1980 | Henri Tilly          |        |
| 1980-2001 | Jean-Michel Kervadec |        |
| 2001-     | Geneviève Marchand   | PS     |